# Nicolás Navarro Castro
Nicolás Navarro Castro (* 17. September 1963 in Mexiko-Stadt) ist ein ehemaliger mexikanischer Fußballspieler auf der Position des Torwarts. Navarro stand während seiner zwanzigjährigen Laufbahn als Fußballtorhüter weitgehend bei seinem Heimatverein Necaxa unter Vertrag, mit dem er zweimal mexikanischer Meister wurde und in der Saison 1994/95 zudem das Double gewann.

## Leben

### Verein
Sein Debüt in der mexikanischen Primera División absolvierte er am 12. November 1983 in einem Auswärtsspiel beim CF Oaxtepec, das Necaxa mit 2:0 gewann. Bis einschließlich zur Saison 1996/97 stand Navarro 14 Jahre lang bei Necaxa unter Vertrag und gewann mit den Rayos in den Spielzeiten 1994/95 und 1995/96 zweimal in Folge die mexikanische Fußballmeisterschaft. 
Die Saison 1997/98 verbrachte er beim Stadtrivalen Cruz Azul, mit dem er den Meistertitel des Torneo Invierno 1997 gewann. Es gelang ihm jedoch nicht, Stammtorwart Óscar Pérez Rojas zu verdrängen und so kam er in der gesamten Saison lediglich zu zehn Einsätzen. Die darauffolgende Saison 1998/99 verbrachte er beim CF Pachuca, bei dem er zwar zunächst Stammtorhüter war, aber in der Rückrunde durch Jesús Alfaro verdrängt wurde. Er kehrte zu Necaxa zurück und beendete dort seine aktive Laufbahn in der Saison 2002/03.

### Nationalmannschaft
In den Jahren 1994 und 1995 kam Navarro in drei Testspielen der mexikanischen Nationalmannschaft zum Einsatz: sein Debüt feierte er am 14. Dezember 1994 gegen Ungarn (5:1), in seinem zweiten Länderspiel gegen Saudi-Arabien (2:1) am 11. Oktober 1995 absolvierte er seinen einzigen Einsatz über die volle Distanz von neunzig Minuten und am 16. November 1995 bestritt er die erste Halbzeit gegen Jugoslawien (1:4), in der er drei Gegentore hinnehmen musste. Navarro gehörte auch zum Aufgebot Mexikos beim im Januar 1995 in Saudi-Arabien ausgetragenen König-Fahd-Pokal, dem Vorläufer des zwei Jahre später eingeführten FIFA-Konföderationen-Pokals, bei dem er allerdings nicht zum Einsatz kam. 

## Erfolge
- Mexikanischer Meister: 1994/95, 1995/96, Invierno 1997
- Mexikanischer Pokalsieger: 1994/95
- Mexikanischer Double-Sieger: 1994/95